# Ruggero Tita
Pour les articles homonymes, voir Tita.
Ruggero Tita, né le 20 mars 1992 à Rovereto (Italie), est un skipper italien. Il est sacré champion olympique en Nacra 17 avec Caterina Banti à Tokyo en 2021.

## Carrière sportive
À l'âge de 12 ans, il a conquis le titre de champion d'Italie dans la classe Optimist à 13 ans. Il concourt ensuite dans la classe 29er puis assez vite passe en classe 49er où il est devenu champion d'Italie.
En 2015, il devient champion d'Europe des jeunes U23 et vice-champion au mondiaux des jeunes U23. Par la suite, avec Pietro Zucchetti, il représente l'Italie aux Jeux olympiques d'été de 2016 dans l'épreuve 49er (14e au classement final).
Il évolue alors dans la série olympique mixte du Nacra 17 où il remporte, avec Caterina Banti, une médaille de bronze et trois d'or aux championnats du monde, quatre médailles d'or et une d'argent aux championnats d'Europe.
Avec sa partenaire, il remporte l'épreuve de Nacra 17 aux Jeux olympiques d'été de 2020 devant les Britanniques et les Allemands,.